# HD 12055
HD 12055，又名CD-47 597，SAO 215715、HR 574，是一颗恒星，视星等为4.83，位于銀經274.84，銀緯-66，其B1900.0坐标为赤經1h 53m 12.2s，赤緯-47° -66′ 25″。